# Садовский сельский совет (Лозовский район)
Садовский сельский совет (укр. Садівська сільська рада) — входит в состав 
Лозовского района Харьковской области Украины.
Административный центр сельского совета находится в селе Садовое.

## История
- 1918 — дата образования.

## Населённые пункты совета
- село Садовое
- село Богомоловка
- село Бритай
- село Ивановка
- село Риздвянка